# Dinorá de Carvalho
Dinorá de Carvalho (Uberaba, 1 de juny de 1905 – São Paulo, 28 de febrer de 1980) fou una pianista, compositora i directora brasilera. Va destacar per ser la primera dona acadèmica de la seva especialitat al Brasil, on va ser també la fundadora de la Orquestra Feminina do Sao Paulo i Inspectora Federal de Música. Destaca també per la seva tasca divulgadora i pedagògica de la música brasilera.

## Biografia
Nascuda a Uberaba, trobem fonts que ens indiquen dates de naixements diferents. L'Instituto de Estudos Brasileiros afirma que va néixer l'any 1895, mentre que altres fonts com la Oxford Music Online escriu que la data de naixement es de l'any 1904.
La seva vida va estar estrictament dedicada a la música. Es va matricular als sis anys al Conservatório Dramático e Musical de São Paulo i als set ja tocava obres de Mozart i Mendelssohn. Als vuit anys ja improvisava peces i als catorze componia les seves primeres composicions per a piano. Entre els seus companys de classe es trobaven Mario de Andrade i Francisco Mignone. Va ser alumna dels professors Lamberto Baldi (composició), Martin Braunwieser (harmonia) i Ernst Mehlich (direcció). Al conservatori es titula als 15 anys i comença a presentar-se reeixidament a les principals ciutats del país, rebent la qualificació de virtuosa.
L'any 1921 rep una beca del Ministeri de Cultura del Brasil i viatja a Paris per a perfeccionar-se al piano amb el professor i pianista Isidor Philipp. Durant aquest temps realitza una gira per tot Europa, principalment a Itàlia. Al 1924 torna al Brasil, on fa una nova gira pel seu país natal. Va ser durant la seva tornada quan va fundar la Orquestra Feminina de Sao Paulo, de la qual esdevé també la directora. Aquesta orquesta suposa la primera formació musical femenina de Llatinoamèrica. Als finals de la dècada compon la seva obra per a piano Soldadinhos, al 1929.
Va ser la primera dona en formar part de l'Academia Brasileira de Música, institució formada per Heitor Villa-Lobos l'any 1945. El govern del Brasil li encarrega l'any 1960 una missió cultural a Europa, presentant i interpretant obres de diferents compositors brasilers, incloent peces de l'ella mateixa. Entre els seus premis cal destacar el guardó atorgat per Associação Paulista de Críticos de Arte de 1977 a la Millor obra vocal per Missa de Profundis. Anteriorment aquesta associació també li havia atorgat premis als anys 1969, 1971 i 1975.
Mor a Sao Paulo el 28 de febrer de 1980, deixant un llegat d'aproximadament 400 composicions. En homenatge a l'artista, el Theatro Sao Pedro va inaugurar l'any 2002 una sala amb el seu nom, destinada fonamentalment per rebre recitals i cambra. Té una capacitat de 70 persones i està instal·lada de forma annexa a l'edifici principal.

## Estil
Als seus inicis compositius, les seves obres tenen un marcat caràcter nacionalista, influenciat possiblement pel context històric. Durant aquest període, on les obres presenten una forta influencia de la música folklòrica brasilera, compon ballets, música per teatre, treballs per a orquestra, corals i conjunts de cambra. Publica també una nombrosa quantitat de peces per a piano.
Del nacionalisme i el llenguatge folklòric del seu país incorpora al llarg dels anys composicions d'estil més modern al seu repertori, emprant l'atonalitat o el serialisme integral als seus darrers anys.Degut a això, podem definir la trajectòria de l'autora en tres etapes diferenciades:
1. Primera fase: S'enmarca des de 1933 - amb les seves primeres composicions - fins a 1949, quan compon Quibungo tê-rê-rê. Aquesta fase té com a característica principal la influència de les idees de Mario Andrade exposades al seu llibre Ensaio sobre a música brasileira. Aquest llibre va ser una important guia de la compositora, qui va ser recolzada per Andrade durant gran part de la seva carrera. Textualment, té com a característica la utilització d'escrits del folklore negre i d'escriptors modernistes.
2. Segona fase: En aquest període trobem incorporacions de música atonal, gràcies a les quals la compositora adopta una renovació timbística al seu repertori, tant a l'acompanyament com a les línies melòdiques. També trobem característiques literàries noves, veient que utilitza textos de poetes contemporanis en les seves obres de tipus líric. El folklore es redueix a dos peces de totes les que publica en aquest temps.
3. Tercera etapa: Amb la creació del tema Ideti comença la tercera i definitiva fase a l'any 1970. Es produeix un retorn a un nacionalisme que Mario Andrade va anomenar d'inconsciència nacional. Harmònicament, l'autora utilitza de forma personal la tècnica serial i patrons rítmico-melòdics probablement inspirats amb l'obra d'Olivier Messiaen, que ell anomena de modes. Es fa servir de textos de poetes nacionals i obres en altres idiomes.

## Canvi de nom
Observant les seves dedicatòries i signatures, s'observa com la compositora va canviar i modernitzar lleugerament l'escriptura del seu nom, canviant-la de Dinorah a Dinorá. Així, a la signatura de Soldadinhos de 1929, es troba la inscripció “Dinorah de Carvalho”. Per contra, a l'obra Serenata da Saudade (considerada posterior a Soldadinhos), apareix clarament la signatura de Dinorá, ja sense la lletra h.

## Obres
De totes les obres escrites per la compositora brasilera, aquí se'n presenta una recopilació de les més destacades per a piano:

### Obres per a piano
| Any  | Obra |
| ---- | --- |
| 1923 | Rêverie |
| 1929 | Soldadinhos |
| 1930 | - Caixinha de música - Dansa de Bonecas - Gavote -Metidaçao - Nocturno - Pirilampos - Polonaise - Sertaneja |
| 1932 | - Bailado das sombras - Berceuse da boneca - O carrilhão encantado |
| 1933 | - Caixinha de música da princesinha - Minha Viola - Num recanto triste... - O batalhãozinho prá frente |
| 1934 | - Estudo nº 1 - Prelúdio só para a mão esquerda |
| 1939 | - Lá vae a barquinha carregada de?... - Manhã radiosa - O burrinho teimoso - Valsinha Nº 1 |
| 1940 | - Album com onze peças infantis, sôbre motivos populares 1. Fui no Itororó (Ficarás sozinha) 2. Capelinha de Melão 3. As Bonecas (Cantiga de roda) 4. Fui passar na ponte 5. O cravo brigou com a rosa 6. Batalhãozinho prá frente 7. O presente de Papai Noel 8. O Cuco 9. Cantiga de Ninar 10. Ainda não comprei 11. Canção do Boiadeiro - Aegria dos pássaros - Disputa dos garotos - Jogos nos parque D. Pedro II - Menino Jesus adormecendo - No país das palmeiras - Palhaço coxo no circo - 4 peças dançantes - Toada Paulista |
| 1944 | - Valsa Nº 1 |
| 1945 | - Cantilena - Nas mãos do Senhor - Num recanto triste |
| 1949 | - Chora minha terra - Festa do Santo Rei - Madonas - # Verdes mares - # Chuva e ouro - # Cáctus - Marcha do galindo - Polka imperial - Sonatina Nº 1 1. Allegro spirituoso 2. Lamentoso 3. Allegro - Vendaval, estudo Nº 2 |
| 1950 | - Chácara d. Jorge - Dança dos índios cocares vermelhos - Festim das Amazonas - Sertões - Valsa da bonequinha preta |
| 1955 | - Cavalinho de Pixe |
| 1960 | - Caiapó |
| 1963 | - Contemplação |
| 1967 | - Tema e onze variações |
| 1968 | - Pássaro triste (do livro dos Pássaros) - Suite para piano 1. Polka 2. Alegro brilhante 3. Solidão |
| 1974 | - Sonata nº1 (Quedas do Iguaçu) |

A més de totes les obres anteriors, Carvalho també té atribuïdes dos obres més de data desconeguda: Clarim Quebrado i Valsa da Primavera.

### Discografia de les obres per a piano de Dinorá de Carvalho
Isis Moreira (1976)
- Variações, recitativo e fuga (Almeida Prado)
- Momento nº 5 (Das verdes alturas) (Almeida Prado)
- Sonata nº 1 (Dinorá de Carvalho)
- Cirandas (Heitor Villa-Lobos
Música brasileira para piano - Savino de Benedictis e sua Escola de Composição (1993)
- Borboleta Azul (Savino de Benedictis)
- Danse Grotesque (Savino de Benedictis)
- 3º Prelúdio (Savino de Benedictis)
- Legenda (Savino de Benedictis)
- Marionette (Savino de Benedictis)
- Égloga (Savino de Benedictis)
- Crepúsculo (Savino de Benedictis)
- La Girouette (Savino de Benedictis)
- Festa do Santo Rei (Dinorá de Carvalho)
- 12a Valsa de Esquina (Francisco Mignone)
- Romance (Orestes Farinello)
-Scherzo (Angelo Camin)
- Nuvens (Emilia de Benedictis)
- Vision (Norsinha Pierri Martins)
- Toada (Silvio Baccarelli)
- Prelúndio nº 3 (Pe. José Geraldo de Souza)
- 3 Versetos 12 Tons (Pe. José de Almeida Penalva)
- Viva Villa (Gilberto Mendes)
Mulheres Compositoras França - Brasil (2009)
- Tambiquererê (Chiquinha Gonzaga)
- Allegro de concerto (Branca Bilhar)
- Noturno nº 1 Recordação (Souvenir) (Emilia de Benedcitis)
- Mélisande (Mel Bonis)
- D'un jardin clair (De um jardim claro) (Lili Boulanger)
- Improviso (Louise Ferrenc)
- Sertaneja (Dinorá de Carvalho)
- Valsa choro nº 5 (Adelaide Preira da Silva)
- Serelepe choro nº 2 (Silvânia Barros)
- Adagio (Nilcélia C. S. Baroncelli)
- Dança nobre (Sandra Abrão)
- Multisarabanda (Kilza Setti)
- Vales (Maria Helena Rosas Fernandes)
- En mer (Augusta Holmès)